# Villecroze
Villecroze (okzitanisch Vilacròsa) ist eine französische Gemeinde mit 1504 Einwohnern (Stand 1. Januar 2022) im Département Var in der Region Provence-Alpes-Côte d’Azur. Sie gehört zum Kanton Flayosc im Arrondissement Brignoles.

## Geografie
Villecroze liegt 22 Kilometer nordwestlich von Draguignan, 20 Kilometer südlich der Verdonschlucht und sieben Kilometer südöstlich von Aups auf einer Meereshöhe von durchschnittlich 350 m an den südlichen Ausläufern der Alpes de Provence. Das mit Steineichen und Kiefern bewaldete Vorgebirge im Norden des Ortes schützt Villecroze vor den Einwirkungen des Mistral.
Der Ort ist für seine Tuffsteinklippen bekannt, die von zahlreichen Tropfsteinhöhlen mit bis zu 7 m hohen Sälen und einem unterirdischen See durchzogen werden.

## Bevölkerung
| Jahr      | 1962 | 1968 | 1975 | 1982 | 1990  | 1999  | 2008  | 2017  |
| --------- | ---- | ---- | ---- | ---- | ----- | ----- | ----- | ----- |
| Einwohner | 617  | 637  | 700  | 867  | 1.029 | 1.087 | 1.105 | 1.463 |

## Geschichte
An mehreren Stellen in der Umgebung belegen jungsteinzeitliche Funde eine Besiedelung in vorgeschichtlicher Zeit. In gallo-römischer Zeit befand sich weiter unten in der Ebene am Verlauf der Via Julia von Fréjus nach Riez eine Siedlung. Dort errichtete in einer Senke ein Veteran der römischen Legion eine Villa, die während des Sarazenensturms zerstört wurde.
Im 11. Jahrhundert stand Villecroze unter der Herrschaft der Familie Castellane und der Abtei Saint-Victor in Marseille, die hier ein Benediktinerkloster einrichtete. Etwa um die Zeit von 1150 bis 1155 übergaben die Herren von Salernes, Entrecasteaux, Tourtour und Flayosc dem Templerorden die Güter Ruou, Salgues und Salguettes. In Ruou entstand eine Templerkommende, die 1195 14 Ordensbrüder umfasste. Die Güter des Ordens fielen schließlich an die Malteser, die sich bis zur Französischen Revolution die Ortsherrschaft mit der Familie Castellane teilten.

## Kultur und Sehenswürdigkeiten

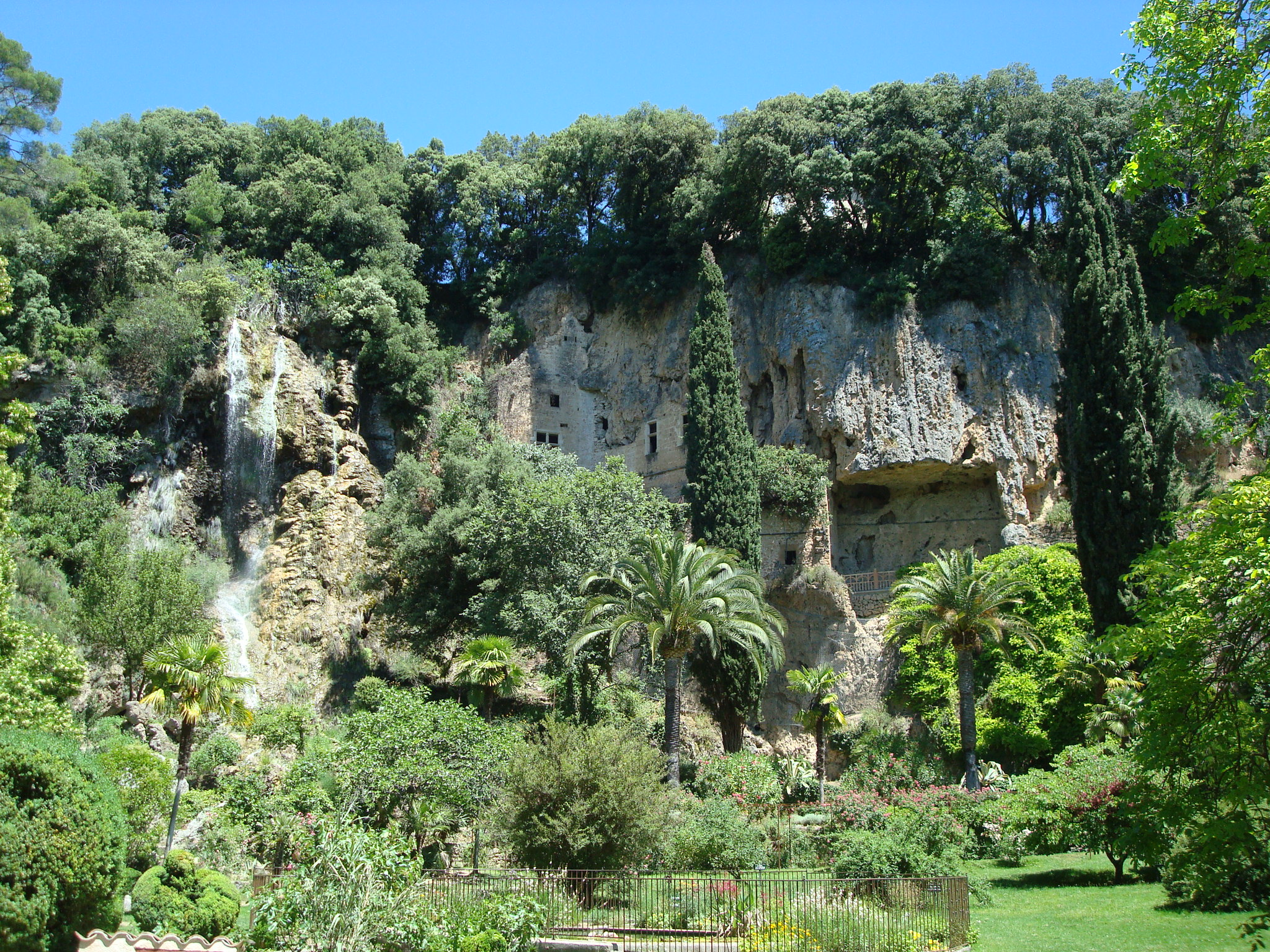
Parc de Villecroze

Der vom Campanile auf dem ehemaligen Schlossturm überragte, alte Ortskern von Villecroze hat mit engen Gassen und Arkadengängen einen mittelalterlichen Charakter bewahrt.
Die heutige Pfarrkirche Notre-Dame-de-Pitié entstand im 18. Jahrhundert. Die ehemalige, von einem Friedhof umgebene romanische Pfarrkirche gleichen Namens wurde im 10. Jahrhundert erbaut und im 13. Jahrhundert erneuert. Sie steht als Inscrit Monument Historique unter besonderem Denkmalschutz.
In der ebenfalls als Inscrit Monument Historique bewerteten Kapelle Saint-Victor aus dem 12. Jahrhundert finden jedes Jahr Konzerte der von der Mäzenin Anne Gruner Schlumberger (1904–1993), einer Tochter Conrad Schlumbergers, ins Leben gerufenen internationalen Musikakademie statt, zu der Virtuosen aus der ganzen Welt anreisen.